# Lista de vereadores de Bom Jardim (Rio de Janeiro)
Esta é a lista de vereadores de Bom Jardim, município brasileiro do estado do Rio de Janeiro.
A Câmara Municipal de Bom Jardim é formada por onze representantes.

## Legislatura de 2021–2024
Estes são os vereadores eleitos nas eleições de 15 de novembro de 2020, pelo período de 1° de janeiro de 2021 a 31 de dezembro de 2024:
| Mesa Diretora (2021-2022)          |                       |                        |                           |
| Nome                               | Início do mandato     | Fim do mandato         | Cargo                     |
| Carlos Gastão Pinto Carrilho (PL)  | 1º de janeiro de 2021 | 31 de dezembro de 2022 | Presidente da Câmara      |
| Romildo André de Jesus (PROS)      | 1º de janeiro de 2021 | 31 de dezembro de 2022 | Vice-presidente da Câmara |
| Michel Soares de Mattos (PP)       | 1º de janeiro de 2021 | 31 de dezembro de 2022 | 1º Secretário             |
| José Ricardo Tito de Paula (PCdoB) | 1º de janeiro de 2021 | 31 de dezembro de 2022 | 2º Secretário             |

|    | Nome                                                                 | Partido                                    | Votos | %    | Observações |
| -- | -------------------------------------------------------------------- | ------------------------------------------ | ----- | ---- | ----------- |
| 1  | Carlos Gastão Pinto Carrilho (2021-2022) (Bom Jardim, 08.07.1961–)   | Partido Liberal (PL)                       | 1.108 | 7,17 | 2º mandato  |
| 2  | José Nilton Pereira Pinto, Zé Nilton (Bom Jardim, 06.04.1962–)       | Progressistas (PP)                         | 645   | 4,18 | 3º mandato  |
| 3  | Joelson Guedes Veiga (Bom Jardim, 12.02.1956–)                       | Partido Liberal (PL)                       | 581   | 3,76 | 2º mandato  |
| 4  | Romildo André de Jesus (Bom Jardim, 01.12.1958–)                     | Partido Republicano da Ordem Social (PROS) | 574   | 3,72 | 1º mandato  |
| 5  | José Adevane Ribeiro da Silva (Bom Jardim, 23.04.1969–)              | Partido Comunista do Brasil (PCdoB)        | 570   | 3,69 | 1º mandato  |
| 6  | Sintia Aparecida Farias de Abreu (Bom Jardim, 04.07.1977–)           | Partido Republicano da Ordem Social (PROS) | 544   | 3,52 | 2º mandato  |
| 7  | Michel Soares de Mattos (Duque de Caxias, 18.03.1984–)               | Progressistas (PP)                         | 524   | 3,39 | 1º mandato  |
| 8  | Jorge Elias Alves Fontes, Jorge Maclim (Bom Jardim, 26.05.1970–)     | Partido Republicano da Ordem Social (PROS) | 461   | 2,98 | 1º mandato  |
| 9  | Vantuil Marques Chiapini (Bom Jardim, 19.05.1964–)                   | Partido Liberal (PL)                       | 454   | 2,94 | 2º mandato  |
| 10 | Nitz Erthal Cervasio, Sargento Nitz Erthal (Bom Jardim, 15.04.1978–) | Solidariedade (SD)                         | 375   | 2,43 | 1º mandato  |
| 11 | José Ricardo Tito de Paula, Kado (Bom Jardim, 27.02.1966–)           | Partido Comunista do Brasil (PCdoB)        | 247   | 1,60 | 1º mandato  |

## Legislatura de 2017–2020
Estes são os vereadores eleitos nas eleições de 2 de outubro de 2016, pelo período de 1° de janeiro de 2017 a 31 de dezembro de 2020:
|    | Nome                                                                            | Partido                                            | Votos | %    | Observações |
| -- | ------------------------------------------------------------------------------- | -------------------------------------------------- | ----- | ---- | ----------- |
| 1  | Joelson Guedes Veiga (Bom Jardim, 12.01.1956–)                                  | Partido Progressista (PP)                          | 769   | 4,67 | 1º mandato  |
| 2  | Vantuil Marques Chiapini (2019-2020) (Rio de Janeiro, 19.05.1964–)              | Partido Trabalhista Brasileiro (PTB)               | 760   | 4,61 | 1º mandato  |
| 3  | José Alberto Erthal Junior (Bom Jardim, 11.03.1956–)                            | Partido Republicano da Ordem Social (PROS)         | 698   | 4,23 | 1º mandato  |
| 4  | Adail Marques de Oliveira, Dail (Rio de Janeiro, 18.02.1975–)                   | Partido Socialista Brasileiro (PSB)                | 677   | 4,11 | 2º mandato  |
| 5  | Sintia Aparecida Farias de Abreu (Bom Jardim, 04.07.1977–)                      | Partido Democrático Trabalhista (PDT)              | 676   | 4,10 | 1º mandato  |
| 6  | Valadar Cardoso (Bom Jardim, 25.03.1962–)                                       | Partido Progressista (PP)                          | 553   | 3,35 | 2º mandato  |
| 7  | Francisco Napolião Martins da Silva (2017-2018) (Cantagalo, 02.07.1940–)        | Partido Socialista Brasileiro (PSB)                | 528   | 3,20 | 1º mandato  |
| 8  | José Nilton Pereira Pinto, Zé Nilton (Bom Jardim, 06.04.1962–)                  | Partido do Movimento Democrático Brasileiro (PMDB) | 503   | 3,05 | 2º mandato  |
| 9  | Álvaro Luiz de Aguiar Cariello, Alvinho Cariello (Bom Jardim, 15.12.1959–)      | Partido Popular Socialista (PPS)                   | 415   | 2,52 | 2º mandato  |
| 10 | João Geraldo Vieira de Aguiar, da Roupa (Bom Jardim, 10.10.1963–)               | Partido Socialista Brasileiro (PSB)                | 415   | 2,52 | 1º mandato  |
| 11 | Virgínia Lúcia Freire de Almeida, Professora Virginia (Bom Jardim, 14.06.1952–) | Partido da Social Democracia Brasileira (PSDB)     | 308   | 1,87 | 1º mandato  |

## Legislatura de 2013–2016
Estes são os vereadores eleitos nas eleições de 7 de outubro de 2012, pelo período de 1° de janeiro de 2013 a 31 de dezembro de 2016:
|    | Nome                                                                           | Partido                                            | Votos | %    | Observações |
| -- | ------------------------------------------------------------------------------ | -------------------------------------------------- | ----- | ---- | ----------- |
| 1  | Carlos Gastão Pinto Carrilho (2013-2014) (Bom Jardim, 08.07.1961–)             | Partido Trabalhista Brasileiro (PTB)               | 1.172 | 7,03 | 1º mandato  |
| 2  | Valadar Cardoso (Bom Jardim, 25.03.1962–)                                      | Partido Progressista (PP)                          | 888   | 5,33 | 1º mandato  |
| 3  | José Nilton Pereira Pinto, Zé Nilton (Bom Jardim, 06.04.1962–)                 | Partido do Movimento Democrático Brasileiro (PMDB) | 823   | 4,94 | 1º mandato  |
| 4  | Adail Marques de Oliveira, Dail da Auto Elétrica (Rio de Janeiro, 18.02.1975–) | Partido Progressista (PP)                          | 821   | 4,93 | 1º mandato  |
| 5  | Álvaro Luiz de Aguiar Cariello, Alvinho Cariello (Bom Jardim, 15.12.1959–)     | Partido Popular Socialista (PPS)                   | 709   | 4,25 | 1º mandato  |
| 6  | Ademir Gomes Farias, da Bateria (2015-2016) (Bom Jardim, 01.10.1956–)          | Partido do Movimento Democrático Brasileiro (PMDB) | 665   | 3,99 | 1º mandato  |
| 7  | Bruno Fernandes Guimarães (Bom Jardim, 29.04.1974–)                            | Partido Democrático Trabalhista (PDT)              | 586   | 3,52 | 1º mandato  |
| 8  | José Darli Tardem, Zé do Povo (Bom Jardim, 16.02.1964–)                        | Partido Comunista do Brasil (PCdoB)                | 563   | 3,38 | 1º mandato  |
| 9  | Gabriel Penin Garcia (Bom Jardim, 09.08.1983–)                                 | Partido Socialista Brasileiro (PSB)                | 417   | 2,50 | 1º mandato  |
| 10 | Marim César Dutra (Bom Jardim, 27.07.1965–)                                    | Partido Socialista Brasileiro (PSB)                | 404   | 2,42 | 1º mandato  |
| 11 | Aleido Martins, Leda Martins (Bom Jardim, 27.10.1951–)                         | Partido Comunista do Brasil (PCdoB)                | 380   | 2,28 | 1º mandato  |

## Legenda
| Cor  | Significado          |
| Bege | Presidente da Câmara |
| Azul | Suplente             |